# Ilyocypris
Ilyocypris es un género de ostrácodos de agua dulce perteneciente a la familia Cyprididae. Se han descrito alrededor de 40 especies vivientes, y más de 190 especies fósiles. Posee una distribución cosmopolita, especialmente en regiones templadas y frías.

## Ecología y distribución
Muchas especies de Ilyocypris, como Ilyocypris bradyi, habitan manantiales, arroyos, charcas, lagos, ríos y ocasionalmente ambientes salobres. Son organismos bentónicos que se asocian estrechamente con parámetros como la temperatura, pH, conductividad y concentración de iones, siendo considerados bioindicadores ambientales confiables.
En estudios realizados en la provincia turca de Giresun, la abundancia de I. bradyi se correlacionó significativamente con la temperatura, la altitud y niveles de magnesio.

Vista ventral de Ilyocypris getica

## Diversidad de especies recientes
Las siguientes especies se encuentran entre * Ilyocypris bradyi Sars, 1890 – ampliamente distribuida en Eurasia.
- Ilyocypris decipiens Masi, 1905 – con sinónimos reportados en varias bases.
- Ilyocypris alta Sars, 1910 y Ilyocypris arvadensis Swain – presentes en registros fósiles y actuales.
- Ilyocypris getica Socolar, 1996 – descrita a partir de material de Europa Oriental; se distingue por su ornamentación marginal y morfología valvar.
- Ilyocypris monstrifica Sars, 1925 – especie con características morfológicas distintivas en vista dorsal; conocida en ambientes lóticos y lénticos de Eurasia.
- Ilyocypris incus Smith, Zhai & Chang, 2019 – descrita en arrozales del este de Asia.[5]
- Ilyocypris leptolinea Wang & Zhai, 2023 – de sedimentos cuaternarios en Mongolia Interior.[2]
- Ilyocypris thailandensis Savatenalinton, 2021 – hallada en Tailandia.[6]

Vista dorsal de Ilyocypris monstrifica

## Caracteres morfológicos y taxonomía
La taxonomía del género se apoya en características finas de las valvas, como la presencia de ripplets marginales visibles con SEM. También se utilizan análisis geométricos como el PCA para diferenciar especies cercanas.
El hemipene (órgano reproductor masculino) presenta una morfología compleja con lóbulos y estructuras internas como el órgano de Zenker que permiten distinguir grupos como el complejo I. japonica / I. dentifera / I. incus.

Detalle anatómico de Ilyocypris getica

Valvas de Ilyocypris getica

SEM de valva izquierda

Ondulaciones marginales en detalle

Vista lateral de Ilyocypris monstrifica

## Importancia científica
Las especies de Ilyocypris se utilizan como indicadores paleoambientales en estudios de estratigrafía y paleolimnología. Su sensibilidad a los parámetros ambientales las hace útiles para reconstruir condiciones hidrológicas pasadas.